# Žeravica
Žeravica (en cirílico: Жеравица) es una aldea de la municipalidad de Gradiška, Republika Srpska, Bosnia y Herzegovina.

## Población
| Composición de la Población - Aldea de Žeravica | Composición de la Población - Aldea de Žeravica | Composición de la Población - Aldea de Žeravica | Composición de la Población - Aldea de Žeravica | Composición de la Población - Aldea de Žeravica |
| ----------------------------------------------- | ----------------------------------------------- | ----------------------------------------------- | ----------------------------------------------- | ----------------------------------------------- |
|                                                 | 2013                                            | 1991                                            | 1981                                            | 1971                                            |
| Total                                           | 487                                             | 335 (100,0%)                                    | 337 (100,0%)                                    | 316 (100,0%)                                    |
| Varones                                         | 246                                             | -                                               | -                                               | -                                               |
| Mujeres                                         | 241                                             | -                                               | -                                               | -                                               |
| Bosniacos                                       | 57                                              | 76 (22,69%)                                     | 79 (23,44%)                                     | 180 (56,96%)                                    |
| Serbios                                         | 242                                             | 86 (25,67%)                                     | 82 (24,33%)                                     | 88 (27,85%)                                     |
| Croatas                                         | 4                                               | 8 (2,38%)                                       | 3 (0,89%)                                       | 6 (1,9%)                                        |
| Bosnio                                          | 1                                               | -                                               | -                                               | -                                               |
| Gitanos                                         | 175                                             | -                                               | 76 (22,55%)                                     | 8 (2,53%)                                       |
| Musulmanes                                      | 2                                               | -                                               | -                                               | -                                               |
| Montenegrinos                                   | -                                               | -                                               | -                                               | -                                               |
| Macedonios                                      | -                                               | -                                               | -                                               | -                                               |
| Albaneses                                       | -                                               | -                                               | -                                               | -                                               |
| Ukranianos                                      | -                                               | -                                               | -                                               | -                                               |
| Eslovenos                                       | -                                               | -                                               | -                                               | -                                               |
| Yugoslavos                                      | -                                               | 67 (20,00%)                                     | 96 (28,49%)                                     | 4 (1,26%)                                       |
| Otros                                           | -                                               | 98 (29,25%)                                     | 1 (0,3%)                                        | 30 (9,49%)                                      |
| Sin declarar                                    | 5                                               | -                                               | -                                               | -                                               |
| Desconocidos                                    | 1                                               | -                                               | -                                               | -                                               |